# Temnorhynchus grandicornis
Temnorhynchus grandicornis är en skalbaggsart som beskrevs av Leon Fairmaire 1899. Temnorhynchus grandicornis ingår i släktet Temnorhynchus och familjen Dynastidae. Inga underarter finns listade i Catalogue of Life.